# Sigmar-Jürgen Samwer
Sigmar-Jürgen Samwer (* 1938) ist ein deutscher Jurist. Er erlangte als in Köln niedergelassener Anwalt für Presse- und Wettbewerbsrecht in der Bundesrepublik Bekanntheit durch die Vertretung von u. a. Heinrich Böll vor dem Bundesverfassungsgericht und Karl Carstens im Zuge der Anschuldigungen, bei Untersuchungen im Rahmen der Guillaume-Affäre gelogen zu haben.

## Familie
Seine Söhne Marc, Oliver und Alexander sind die so genannten Samwer-Brüder, in deren Aktivitäten er anfangs eingebunden war. So war er beim später von eBay übernommenen deutschen Online-Auktionshaus Alando als „business angel“ und Vertreter im Aufsichtsrat tätig, ebenso war er beim 2000 gegründeten Jamba Aufsichtsratsmitglied. Dort schied er 2004 aus.
Seine Frau Sabine war ebenfalls Rechtsanwältin in Köln. Oberforstmeister Friedrich Samwer, der ältere Bruder von Adolf Franz Samwer, war sein Vater. Der Großvater Karl August Friedrich Samwer war Ehrenbürger von Gotha und Generaldirektor der Gothaer Lebensversicherungsbank a. G., die Ehrenbürgerurkunde war anschließend in seinem Besitz. Der Urgroßvater Karl Friedrich Lucian Samwer war Professor für Staatsrecht in Kiel und Regierungsrat im Staatsministerium von Sachsen-Coburg und Gotha.